# Geoffrey Rush
Geoffrey Roy Rush (Toowoomba, 6 de julio de 1951), conocido como Geoffrey Rush, es un actor australiano. Es conocido por sus excéntricos papeles de protagonista en el escenario y la pantalla. Está entre las 24 personas que han ganado la Triple Corona de Actuación, habiendo recibido un Premio de la Academia, un Premio Primetime Emmy y un Premio Tony. También recibió tres premios de cine de la Academia Británica, dos premios Globo de Oro y cuatro premios del Screen Actors Guild. Rush es el presidente fundador de la Academia Australiana de Cine y Artes Televisivas y fue nombrado Australiano del Año 2012.   
Rush comenzó su carrera como actor profesional en la Queensland Theatre Company en 1971. Estudió durante dos años en L'École Internationale de Théâtre Jacques Lecoq a partir de 1975. Rush protagonizó producciones internacionales de Esperando a Godot, El cuento de invierno y La importancia de llamarse Ernesto. Hizo su debut en Broadway en la comedia absurda Exit the King en 2009, donde recibió un premio Tony al Mejor Actor en una Obra por su actuación. Recibió una nominación al premio Drama Desk al mejor actor en una obra de teatro por El diario de un loco en 2011.
Obtuvo prominencia por su papel en Shine (1996), por la que ganó un Premio de la Academia al Mejor Actor; sus otros papeles nominados al Oscar fueron por Shakespeare in Love (1998), Quills (2000) y The King's Speech (2010). Rush ganó popularidad por su papel del Capitán Héctor Barbossa en la franquicia Piratas del Caribe (2003-2017). Sus otras películas notables incluyen Elizabeth (1998), Los Miserables (1998), Frida (2002), Buscando a Nemo (2003), Crueldad intolerable (2003), Munich (2005), Elizabeth: The Golden Age (2007) y The Book. Ladrón (2013).
Rush también es conocido por sus actuaciones en televisión y recibió nominaciones al premio Primetime Emmy como actor principal destacado en una serie limitada o de antología o en una película por sus interpretaciones del comediante Peter Sellers en la película de HBO The Life and Death of Peter Sellers (2004), y del científico. Albert Einstein en la serie de antología de National Geographic Genius (2017), ganadora para el primero.  

## Biografía
Rush nació el 6 de julio de 1951 en Toowoomba, Queensland, hijo de Merle (Bischof), asistente de ventas de unos grandes almacenes, y Roy Baden Rush, contable de la Real Fuerza Aérea Australiana.   Su padre era de ascendencia inglesa, irlandesa y escocesa, y su madre era de ascendencia alemana.  Tiene una hermana mayor.  Sus padres se divorciaron cuando él tenía cinco años y posteriormente su madre lo llevó a vivir con sus padres en los suburbios de Brisbane .  Antes de comenzar su carrera como actor, Rush asistió a la escuela secundaria estatal Everton Park y se graduó en la Universidad de Queensland con una licenciatura en artes.  Mientras estaba en la universidad, Queensland Theatre Company (QTC) en Brisbane lo descubrió. Rush comenzó su carrera en QTC en 1971, apareciendo en 17 producciones.
En 1975, Rush viajó a París durante dos años y estudió mimo, movimiento y teatro en L'École Internationale de Théâtre Jacques Lecoq, antes de regresar para retomar su carrera escénica en QTC.  En 1979, compartió apartamento con el actor Mel Gibson durante cuatro meses mientras coprotagonizaban una producción teatral de Esperando a Godot.  
Desde 1988 está casado con la actriz Jane Menelaus, con quien tiene una hija, Angélica (1992), y un hijo, James (1995).

## Trayectoria profesional

### 1979-1995: ascenso a la prominencia
A comienzos de los años 1980 formó parte de la compañía teatral de Jim Sharman, interpretando papeles protagonistas de numerosos clásicos. Rush ha intervenido en más de setenta producciones teatrales australianas. Destaca su actuación protagonista en la obra de Neil Armfield, Diario de un loco (1990). Esta producción se representó en Moscú y San Petersburgo, antes de volver a cosechar éxitos en el Adelaide Festival. En 2011 volvió a estrenar la obra en el Brooklyn Academy of Music.
Durante los tres años siguientes interpretó papeles protagonistas en Tío Vania, La importancia de llamarse Ernesto y Oleanna, de David Mamet, junto a Cate Blanchett (con quien coincidiría de nuevo en la película Elizabeth y su secuela). Como director, se ha encargado de diversos montajes para el Queensland Theatre Company, el Adelaide Festival, la compañía B Belvoir, así como el Magpie Theatre for Young People, donde trabajó como director durante dos años y donde montó su propia adaptación de Las ranas, de Aristófanes.Tras su formación en teatro, debutó en el cine con Hoodwink (1981). 

### 1996-2002: avance y aclamación
Tras superar una depresión a principios de los años 1990 protagonizó Shine (1996), de Scott Hicks, donde interpretó al pianista David Helfgott, por la que ganó el Óscar al mejor actor (convirtiéndose así en el primer australiano en conseguirlo) y varios premios, tanto nacionales como internacionales, además del aplauso unánime de la crítica.

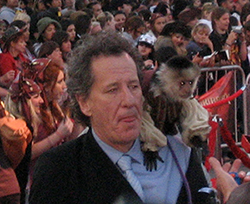
Rush en la premiere de Piratas del Caribe: en el fin del mundo (2007).

En 1998 participó en la película Shakespeare in Love, ganadora del Óscar a la mejor película, donde interpretó a Philip Henslowe, propietario del teatro The Rose, en el que se interpretaban las obras que escribía William Shakespeare, y que le valió una nueva nominación al Óscar, en este caso en la categoría de mejor actor de reparto. Ese mismo año interpretó al inspector Javert en la versión cinematográfica de la novela de Victor Hugo Los miserables, dirigida por Bille August, junto a Liam Neeson, Uma Thurman y Claire Danes.
Recibiría su segunda nominación como mejor actor en los Óscar en 2000 por su interpretación del marqués de Sade en la película Quills.
Además, destacan películas como El sastre de Panamá (2001), Frida (2002), Intolerable Cruelty (2003) o Llámame Peter (2004), donde encarnó a Peter Sellers, o también House on Haunted Hill (1999), remake de la película con el mismo nombre dirigida en 1959 por el director William Castle y protagonizada por Vincent Price. 

### 2003-2017: actor establecido
También destaca la serie cinematográfica de Piratas del Caribe (2003, 2006, 2007, 2011 y 2017), en las que interpreta al capitán Héctor Barbossa (antagonista de la primera entrega) y protagonista secundario en la tercera, cuarta y quinta entrega, repitiendo la voz de su personaje para las mejoras en las atracciones de Piratas del Caribe en Disneyland y en los parques temáticos Magic Kingdom y Tokio Disneyland, con un audio-animatronic del personaje de Rush.
En 2006, Rush fue el presentador de los premios del Australian Film Institute para el canal Nine Network. También fue el maestro de ceremonias de nuevo en los Premios AFI de 2007. Entre 2011 y 2017 fue también su presidente.
A principios de 2009, Rush apareció en una serie de sellos postales de edición limitada junto a algunos de los actores reconocidos internacionalmente de Australia. Él, Cate Blanchett, Russell Crowe y Nicole Kidman, cada uno aparecía dos veces en la serie. La imagen de Rush está tomada de la película Shine.
En 2009, estrena en Broadway, junto a la actriz Susan Sarandon con quien coincidió en la película Amigas a la fuerza, la obra Exit the King (Le Roi se meurt), de Eugène Ionesco. Con esta obra, estrenada en Sídney y Melbourne dos años antes, se hizo con numerosos premios, incluyendo su primer Premio Tony, uno de los más prestigiosos del teatro estadounidense. Curiosamente fue también Sarandon quien presentó en la gala de 1997 su candidatura al Oscar.
En 2010 protagonizó, junto a Colin Firth y Helena Bonham Carter, la película de Tom Hooper El discurso del rey, que se centra en la historia de Jorge VI del Reino Unido (Firth) y su tartamudez, que le hace buscar la ayuda de un terapeuta de trastornos del habla, Lionel Logue, interpretado por Rush. Por este papel consiguió su cuarta nominación al Óscar.

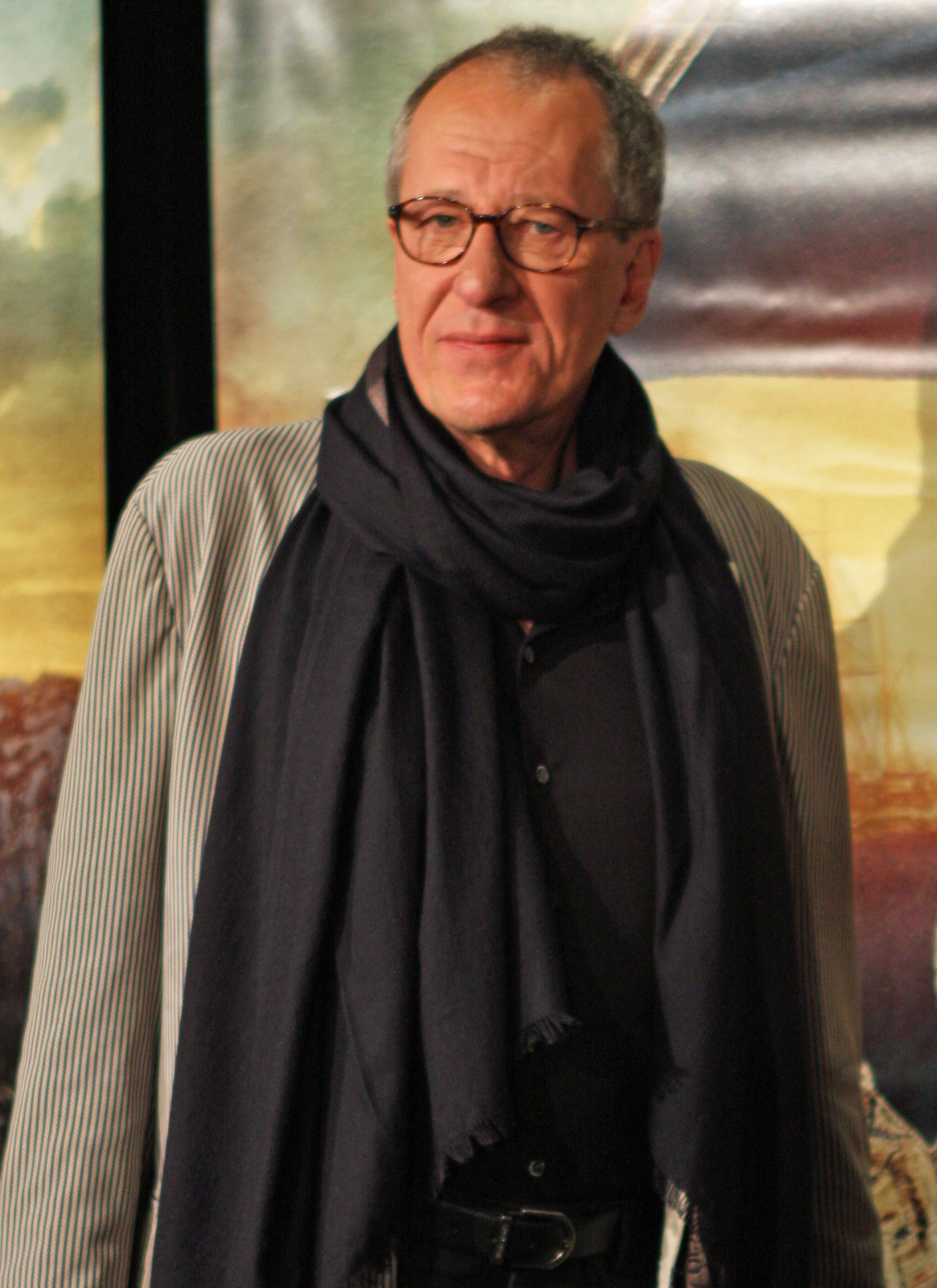
Rush en el estreno en Sydney de Piratas del Caribe: On Stranger Tides en 2011.

En 2013, Rush protagonizó la película de Giuseppe Tornatore La mejor oferta y la versión cinematográfica de la novela best-seller La ladrona de libros.
En 2014 se expuso "Las extraordinarias formas de Geoffrey Rush", en el Arts Centre Melbourne (Australia). La muestra está dedicada a los roles creados por el actor en obras de teatro como Exit the King, The Diary of a Madman y The Importance of Being Earnest, y en películas como Shine, Quills, Piratas del Caribe y El discurso del rey, donde exhibe vestuarios, fotografías, vídeos y diferentes artículos.
En 2017, interpretó al científico, Albert Einstein, en la serie Genius: Einstein, producida por National Geographic Channel. basada en el libro Einstein: Su Vida y Universo, de Walter Isaacson.
En noviembre de 2017 la Sydney Theatre Company afirmó haber recibido una denuncia en la que se acusaba a Rush de haber tenido una "conducta inapropiada" cuando trabajaba con la compañía -de 2015 a 2016 interpretó el Rey Lear-. Rush negó haber cometido acoso sexual y dijo desconocer los detalles de las acusaciones contra él. Una semana después, el 3 de diciembre de 2017 presentó su dimisión como presidente de la Academia de Cine Australiana. El 8 de diciembre de 2017, el actor demandó al periódico Daily Telegraph y emitió un comunicado: "El Daily Telegraph ha hecho demandas falsas, peyorativas y degradantes, salpicándolas con una implacable grandilocuencia en sus primeras páginas". También, afirmó que la historia publicada causó un daño a su imagen. El abogado de Geoffrey dijo que la Sydney Theatre Company nunca se acercó para abordar el asunto ni tampoco ningún representante de la supuesta víctima. Los tribunales australianos dieron la razón al actor y condenaron al Daily Telegraph a pagarle una indemnización por difamación de 2,9 millones de dólares australianos.

### Década 2020-presente
En 2022, se anunció que interpretaría a Groucho Marx en una adaptación de las memorias Raised Eyebrows . La película será dirigida por Oren Moverman y sus coprotagonistas Sienna Miller y Charlie Plummer.  Rush dijo sobre el proyecto que la película de Marx no es una película biográfica, sino más bien una “comedia trágica sobre la mortalidad”, sobre los últimos tres años de la vida de Marx. Rush también protagonizará junto a Emma Roberts la película de comedia de acción Verona Spies.  En 2023 se anunció que Rush protagonizaría junto a John Lithgow el thriller The Rule of Jenny Pen. 

## Filmografía

### Cine
| Año  | Película                                               | Personaje                   |
| ---- | ------------------------------------------------------ | --------------------------- |
| 1981 | El atraco                                              | Detective                   |
| 1982 | Starstruck                                             | Floor Manager               |
| 1987 | Twelfth Night                                          | Sir Andrew Aguecheek        |
| 1995 | Dad and Dave: On Our Selection                         | Dave Rudd                   |
| 1996 | Shine                                                  | David Helfgott              |
| 1996 | Hijos de la revolución                                 | Zachary Welch               |
| 1997 | Óscar y Lucinda                                        | Narrador (voz)              |
| 1998 | A Little Bit of Soul                                   | Godfrey Usher               |
| 1998 | Elizabeth                                              | Sir Francis Walsingham      |
| 1998 | Los miserables                                         | Inspector Javert            |
| 1998 | Shakespeare in Love                                    | Philip Henslowe             |
| 1999 | Mystery Men                                            | Casanova Frankenstein       |
| 1999 | House on Haunted Hill                                  | Stephen H. Price            |
| 2000 | Quills                                                 | Marqués de Sade             |
| 2000 | El pudding mágico                                      | Bunyip Bluegum (voz)        |
| 2001 | El sastre de Panamá                                    | Harold "Harry" Pendel       |
| 2001 | Lantana                                                | John Knox                   |
| 2002 | Frida                                                  | Leon Trotsky                |
| 2002 | The Banger Sisters                                     | Harry Plummer               |
| 2003 | Swimming Upstream                                      | Harold Fingleton            |
| 2003 | Ned Kelly                                              | Superintendent Francis Hare |
| 2003 | Finding Nemo                                           | Nigel, el pelícano (voz)    |
| 2003 | Harvie Krumpet                                         | Narrador (voz)              |
| 2003 | Pirates of the Caribbean: The Curse of the Black Pearl | Capitán Héctor Barbossa     |
| 2003 | Intolerable Cruelty                                    | Donovan Donaly              |
| 2005 | Múnich                                                 | Ephraim                     |
| 2006 | Pirates of the Caribbean: Dead Man's Chest             | Capitán Héctor Barbossa     |
| 2006 | Candy                                                  | Casper                      |
| 2007 | Pirates of the Caribbean: At World's End               | Capitán Héctor Barbossa     |
| 2007 | Elizabeth: The Golden Age                              | Sir Francis Walsingham      |
| 2008 | $9.99                                                  | Angel (voz)                 |
| 2009 | Bran Nue Dae                                           | Father Benedictus           |
| 2010 | Legend of the Guardians: The Owls of Ga'Hoole          | Ezylryb/Lyze of Kiel (voz)  |
| 2010 | El discurso del rey                                    | Lionel Logue                |
| 2010 | El camino del guerrero                                 | Ron                         |
| 2011 | Pirates of the Caribbean: On Stranger Tides            | Capitán Héctor Barbossa     |
| 2011 | Green Lantern                                          | Tomar-Re (voz)              |
| 2011 | The Eye of the Storm                                   | Basil Hunter                |
| 2013 | La mejor oferta                                        | Virgil Oldman               |
| 2013 | La ladrona de libros                                   | Hans Hubermann              |
| 2014 | Unity (documental)                                     | Narrador                    |
| 2015 | The Daughter                                           | Henry Neilson               |
| 2015 | Minions                                                | Narrador (voz)              |
| 2015 | Holding the Man                                        | Barry                       |
| 2016 | Dioses de Egipto                                       | Ra                          |
| 2017 | El arte de la amistad                                  | Alberto Giacometti          |
| 2017 | Piratas del Caribe: La venganza de Salazar             | Capitán Héctor Barbossa     |
| 2019 | Storm Boy                                              | Mike "Storm Boy" Kingley    |
| 2023 | Raised Eyebrows                                        | Groucho Marx                |
| TBA  | Verona Spies                                           | TBA                         |
| TBA  | The Rule of Jenny Pen                                  | TBA                         |

### Televisión
| Año     | Título original                     | Rol             | Notas                          | Ref.   |
| ------- | ----------------------------------- | --------------- | ------------------------------ | ------ |
| 1979–81 | Consumer Capers                     | Jim Boy         | Serie de TV                    |        |
| 1981    | Menotti                             | Peter Fuller    | 13 episodios                   |        |
| 1987    | Frontier                            | David Collins   | Miniserie; 3 episodios         |        |
| 1996    | Mercury                             | Bill Wyatt      | 13 episodios                   |        |
| 2004    | The Life and Death of Peter Sellers | Peter Sellers   | Película para TV, HBO          | [ 25 ] |
| 2004    | Kath & Kim                          | Geoff           | Episodio: "Sitting on a Pile"  | [ 26 ] |
| 2010    | Lowdown                             | Narrador/Dios   | Voz; 16 episodios              |        |
| 2015    | Who Do You Think You Are?           | él mismo        | Episodio: "Geoffrey Rush"      | [ 27 ] |
| 2017    | Genius                              | Albert Einstein | Miniserie, National Geographic | [ 28 ] |

### Teatro
Como actor
| Año     | Título original                                | Personaje              | Localización                      | Ref.   |
| ------- | ---------------------------------------------- | ---------------------- | --------------------------------- | ------ |
| 1981    | Teeth ‘n’ Smiles                               |                        | Nimrod Theatre Company            |        |
| 1983    | The Blind Giant is Dancing                     | Allen Fitzgerald       | Australian Theatre Company        | [ 29 ] |
| 1986    | Pearls Before Swine                            | Director               | Belvoir St Theatre, Sydney        |        |
| 1987    | The Winters Tale                               | Performer              | The Playhouse, Adelaide           | [ 30 ] |
| 1989    | Troilus and Cressida                           | Performer              | Old Building Museum, Australia    | [ 30 ] |
| 1994    | Hamlet                                         | Horatio                | Belvoir St Theatre, Australia     | [ 30 ] |
| 1998    | The Marriage of Figaro                         | Figaro                 | Queensland Arts Centre, Australia | [ 30 ] |
| 2007    | Exit the King                                  | King Berenger          | Malthouse Theatre, Australia      | [ 30 ] |
| 2009    | Exit the King                                  | King Berenger          | Ethel Barrymore Theatre, Broadway | [ 31 ] |
| 2010    | The Drowsy Chaperone                           | Man in Chair           | Arts Centre Melbourne, Australia  | [ 29 ] |
| 2011    | Diary of a Madman                              | Aksentii Poprischin    | Harvey Theatre, Brooklyn          | [ 32 ] |
| 2011–12 | The Importance of Being Earnest                | Lady Augusta Bracknell | Sumner Theatre, Australia         | [ 29 ] |
| 2012    | A Funny Thing Happened on the Way to the Forum | Prologus Pseudolus     | Her Majesty's Theatre, Australia  | [ 29 ] |
| 2015–16 | King Lear                                      | Lear                   | Roslyn Packer Theatre, Australia  | [ 29 ] |

Como director
| Año  | Título original     | Rol      | Localización                                                     |
| ---- | ------------------- | -------- | ---------------------------------------------------------------- |
| 1986 | Pearls Before Swine | Director | Belvoir St Theatre, Seymour Centre, Universal Theatre, Melbourne |

## Premios y distinciones
Premios Óscar
| Año  | Categoría              | Película            | Resultado |
| ---- | ---------------------- | ------------------- | --------- |
| 1997 | Mejor actor            | Shine               | Ganador   |
| 1999 | Mejor actor de reparto | Shakespeare in Love | Nominado  |
| 2001 | Mejor actor            | Quills              | Nominado  |
| 2011 | Mejor actor de reparto | El discurso del rey | Nominado  |

Premios Globo de Oro
| Año  | Categoría                            | Película            | Resultado |
| ---- | ------------------------------------ | ------------------- | --------- |
| 1996 | Mejor actor - Drama                  | Shine               | Ganador   |
| 1998 | Mejor actor de reparto               | Shakespeare in Love | Nominado  |
| 2000 | Mejor actor - Drama                  | Quills              | Nominado  |
| 2004 | Mejor actor de miniserie o telefilme | Llámame Peter       | Ganador   |
| 2010 | Mejor actor de reparto               | El discurso del rey | Nominado  |
| 2017 | Mejor actor de miniserie o telefilme | Genius              | Nominado  |

Premios BAFTA
| Año  | Categoría              | Película            | Resultado |
| ---- | ---------------------- | ------------------- | --------- |
| 1996 | Mejor actor            | Shine               | Ganador   |
| 1998 | Mejor actor de reparto | Shakespeare in Love | Ganador   |
| 1998 | Mejor actor de reparto | Elizabeth           | Nominado  |
| 2000 | Mejor actor            | Quills              | Nominado  |
| 2010 | Mejor actor de reparto | El discurso del rey | Ganador   |

Premios Primetime Emmy
| Año  | Categoría                           | Película      | Resultado |
| ---- | ----------------------------------- | ------------- | --------- |
| 2004 | Mejor actor - Miniserie o telefilme | Llámame Peter | Ganador   |
| 2017 | Mejor actor - Miniserie o telefilme | Genius        | Nominado  |

Premios del Sindicato de Actores
| Año  | Categoría                           | Película            | Resultado |
| ---- | ----------------------------------- | ------------------- | --------- |
| 1997 | Mejor reparto                       | Shine               | Nominado  |
| 1997 | Mejor actor                         | Shine               | Ganador   |
| 1999 | Mejor reparto                       | Shakespeare in Love | Ganador   |
| 1999 | Mejor actor de reparto              | Shakespeare in Love | Nominado  |
| 2001 | Mejor actor                         | Quills              | Nominado  |
| 2005 | Mejor actor - Miniserie o telefilme | Llámame Peter       | Ganador   |
| 2011 | Mejor reparto                       | El discurso del rey | Ganador   |
| 2011 | Mejor actor de reparto              | El discurso del rey | Nominado  |
| 2018 | Mejor actor - Miniserie o telefilme | Genius              | Nominado  |

Premios Tony
| Año  | Categoría                                   | Producción    | Resultado |
| ---- | ------------------------------------------- | ------------- | --------- |
| 2009 | Mejor actor principal en una obra de teatro | Exit the King | Ganador   |

Otros premios
Es doctor honoris causa de las Letras por la Universidad de Queensland, en Australia.
Fue galardonado con la Medalla del Centenario de Australia en la Lista de Honores de Año Nuevo 2001 de la Reina por sus servicios a las artes.
Nombrado un Compañero de la Orden de Australia (AC) en 2014, uno de los más altos honores civiles de Australia, para el servicio eminente a las artes como un actor de teatro, actor de cine y productor de cine, como un modelo y mentor para los aspirantes a artistas, y mediante el apoyo a, y la promoción de la industria de las artes de Australia.
2012: Australiano del Año
2011: Festival de Cine de Santa Bárbara Internacional - Premio Montecito
2009: Premio a la Australian Film Institute Longford Vida Premios AACTA
2003: Australian Film Institute Awards - Premio Global Achievement Premios AACTA
2004: Festival Internacional de Cine de Brisbane - Premio Chauvel
2003: Festival de Cine de Hollywood por Actor de Reparto del Año
1997: Premio al mejor actor en Premios AACTA
1994: Premio Sidney Myer Performing Arts